# The New York Journal of Mathematics
Le New York Journal of Mathematics, aussi appelé The New York Journal of Mathematics est une revue mathématique à comité de lecture  centrée sur l'algèbre, l'analyse, la géométrie et la topologie. L'édition est uniquement sous forme électronique. Le journal est en libre accès.

## Historique
Le journal a été fondé en 1994 par Mark Steinberger. Il était alors le premier journal de mathématiques générales sous forme électronique, même avant Zentralblatt MATH et Mathematical Reviews. 
Il était alors déjà publié par l'université d'État de New York à Albany. Il était accessible par  FTP et Gopher pour les utilisateurs sans navigateur. Les articles, composés en TeX, était téléchargeables en PostScript, le format PDF était ajouté en  1996. Les hyperliens étaient réalisés avec un logiciel emprunté au serveur arXiv.
En 1998, le journal commence à inclure des liens vers MathSciNet. À partir de 2010, les articles sont aussi accessible par Web of Science.

## Description
La plupart des articles publiés relèvent de l'analyse fonctionnelle, théorie des nombres, variétés et espaces topologiques, théorie des opérateurs, théorie des groupes, systèmes dynamiques et théorie ergodique, géométrie différentielle, topologie algébrique, géométrie algébrique, analyse de Fourier, combinatoire.